# Meltdown (Vinnie Moore)
Meltdown è un album del chitarrista statunitense Vinnie Moore, inciso sotto contratto con la Relativity Records.

## Tracce
1. Meltdown – 3:34
2. Let's Go – 4:35
3. Ridin' High – 4:42
4. Earthshaker – 4:58
5. Deep Sea – 6:34
6. Cinema – 5:02
7. Midnight Rain – 4:50
8. Where Angels Sing – 1:47
9. Check it Out! – 5:02
10. Last Chance – 3:51
11. Coming Home – 5:18

## Formazione
- Vinnie Moore – chitarra, produzione
- Greg Smith – basso
- Joe Franco – batteria